# Joël de Cournuaud
Joël de Cournuaud (* 1637 in Pojole, Basse-Guyenne; † 4. August 1718 in Berlin) war ein preußischer Generalleutnant und Chef eines Bataillons aus französischen Emigranten.

## Leben
Sein Vater war Jean Jacques de Cournuaud de Fontbourgade, Seigneur de Soulat.
Cournuaud ging 1650 in französische Dienste und stieg dort im Regiment „Turenne“ bis zum Major auf. Kurz vor Aufhebung des Edikts von Nantes wechselte er am 13. Mai 1685 in kurbrandenburgische Dienste und wurde als Oberstleutnant eingestellt. Im Auftrag des Kurfürsten stellte er ein Freibataillon aus ausgewanderten Franzosen auf, das sich in Brandenburg an der Havel sammelte. Er selbst wurde zum Chef dieses Bataillons bestellt und am 26. Oktober 1689 zum Oberst befördert. Während des Pfälzischen Erbfolgekriegs nahm er an der Belagerung von Bonn teil. Im März 1691 wurde er mit dem Bataillon nach Savoyen verlegt und nahm 1691 bis 1697 an den Kämpfen in Italien teil. Am 15. Mai 1696 wurde er zum Generalmajor befördert. Nach dem Krieg am 4. Januar 1698 wurde das Bataillon bis auf eine Kompanie wieder abgemustert. Aber im Rahmen des Spanischen Erbfolgekriegs wurde es 1702 auf vier Kompanien aufgestockt, zudem wurde Cournuaud am 30. Dezember 1704 zum Generalleutnant befördert. Im April 1705 wurde es zur Armee des Fürsten Leopold von Anhalt-Dessau nach Italien abkommandiert. Die Truppe konnte sich bei Cassano und Turin auszeichnen. Cournuaud kam 1708 zurück nach Berlin, wo er zunächst schwer erkrankte und ab 1711 eine Pension erhielt. Er starb am 4. August 1718 in Berlin und wurde im Französischen Dom beigesetzt.
Cournuaud war nicht verheiratet, hatte aber drei Neffen die auch in der Armee dienten, darunter Oberst Etienne Cournuaud de la Baugerie († 1737), Kommandeur des Infanterieregiments „von Grumbkow“.